# Волиця-Морозовицька
Волиця-Морозовицька — село в Україні, у Поромівській громаді Володимирського району Волинської області. Населення становить 238 осіб.

## Історія
У 1906 році село Грибовицької волості Володимир-Волинського повіту Волинської губернії. Відстань від повітового міста 20 верст, від волості 10. Дворів 23, мешканців 131.
До 4 серпня 2017 року село підпорядковувалось Морозовичівській сільській раді Іваничівського району Волинської області.
12 червня 2020 року, відповідно до розпорядження Кабінету Міністрів України № 708-р «Про визначення адміністративних центрів та затвердження територій територіальних громад Волинської області», увійшло до складу Поромівської сільської територіальної громади.
19 липня 2020 року, в результаті адміністративно-територіальної реформи та ліквідації  Іваничівського району, село увійшло до новоутвореного Володимир-Волинського району (від 18 липня 2022 Володимирського).

## Населення
Згідно з переписом УРСР 1989 року чисельність наявного населення села становила 208 осіб, з яких 90 чоловіків та 118 жінок.
За переписом населення України 2001 року в селі мешкало 237 осіб.

### Мова
Розподіл населення за рідною мовою за даними перепису 2001 року:
| Мова       | Відсоток |
| ---------- | -------- |
| українська | 99,58 %  |
| молдовська | 0,42 %   |